# بوب ده یون
بوب ده یون (انگلیسی: Bob de Jong؛ زادهٔ ۱۳ نوامبر ۱۹۷۶) اسکیت‌باز سرعت اهل هلند بود.